# Musée Vesunna
Pour les articles homonymes, voir Vesunna (homonymie).
Le musée Vesunna est un musée d'archéologie de Périgueux, situé dans le département français de la Dordogne. Les vestiges gallo-romains par-dessus lesquels il a été construit font l'objet d'une protection au titre des monuments historiques.

## Historique

### Les fouilles de ladomusdes Bouquets
En 1959, à quelques mètres de la Tour de Vésone sont découverts les vestiges d’une domus (riche demeure urbaine). Dans le cadre d’un projet de construction d’HLM sur les pépinières municipales, les archéologues réalisent des sondages qui mettent au jour des murs gallo-romains ornés d’enduits peints, conservés sur une hauteur d’un mètre de haut. S’ensuit une série de campagnes de fouilles : 
- De 1960 à 1968, sous la direction de Claude Barrière, assisté de Max Sarradet : le plan d’une domus est mis au jour. Les archéologues distinguent deux étapes dans l’occupation du site : la domus est bâtie au Ier siècle apr. J.-C., puis remblayée sur un mètre au milieu du IIe siècle. Elle dispose d’une cuisine, d’un triclinium (salle à manger), d’un balnéaire (thermes privés) et s’organise autour d’un jardin avec bassin. Les vestiges sont classés au titre des monuments historiques le 25 octobre 1963[2].
- De 1973 à 1977, sous la direction d’Anne et Jean-Luc Tobie et Marc Gauthier : les fouilles se focalisent sur le nord et le sud du site. Elles mettent au jour un péristyle à bassin au nord ainsi qu’une grande salle de réception au sud. Plusieurs puits sont fouillés et l’on découvre une pompe en bois dans le puits est.
- De 1992 à 1995, sous la direction de Claudine Girardy Caillat : des sondages sont effectués afin de préparer la construction du musée. Les fouilles s’organisent autour du chêne vert et sur la zone prévue pour la construction du mur épais.
- De 1999 à 2000, sous la direction de Luc Wozny : les archéologues fouillent la rue au nord (decumanus maximus) et mettent au jour l’entrée de la domus.

Lors de la découverte, le site fut nommé « villa des Bouquets » du nom de la rue qui le longeait. On l’appelle aujourd’hui « domus de Vésone ».

### La création du musée
Très vite apparut la nécessité d’assurer une bonne conservation du site. L’idée de construction d’un musée est ancienne. Des premiers projets avaient été étudiés avant même la fin des fouilles. La décision est finalement prise en 1992 par le conseil municipal de Périgueux, sous l'impulsion de Xavier Darcos, maire-adjoint à la culture et spécialiste du monde romain. Un concours d’architecte sur esquisses a lieu en 1993. C’est le projet de Jean Nouvel, architecte natif de Fumel et lauréat du prix Pritzker en 2008, qui a été retenu. La principale contrainte qui pèse sur le projet de Jean Nouvel est l’impact du futur musée sur un site qui est classé au titre des monuments historiques depuis 1963. Afin d’y répondre, tout en assurant une lisibilité maximale aux futurs visiteurs, Jean Nouvel réalise un projet dont les deux principes sont : protéger et révéler le site.
- Protéger le site face aux aléas climatiques : pour cela est construit un toit soutenu par 14 piliers de 9 mètres de haut. L’impact au sol de ces piliers est minimal. Ils reposent sur des micro-pieux enfoncés profondément dans le sol, supportant des plots d’un mètre de côté, supports des piliers. À l’ouest, un mur en béton long de 90 mètres sert de contrefort à ce « toit parapluie ».
- Révéler et donc éclairer le regard du visiteur confronté aux ruines : à partir d’un patio aménagé autour d’un chêne vert plusieurs fois centenaire, le visiteur est amené à remonter dans le temps. Le bâtiment dit « mur épais » à l’ouest et une barrière végétale au sud évitent que le regard soit détourné par le bâti moderne et permettent au visiteur de s’immerger dans l’histoire des habitants de la cité antique. La visite débute à l’étage où la maquette de la ville antique, Vesunna, rend compte du plan urbain au IIe siècle de notre ère. Elle se poursuit sur deux mezzanines où l’œuvre de l’architecte met en lumière la domus. La muséographie développe le thème de la ville et de la vie publique. Le parcours se poursuit sur le site archéologique, à l’aide d’un platelage en bois posé sur une ossature métallique. En suivant les vitrines, le visiteur découvre les objets du quotidien des gallo-romains. Au-delà des parois vitrées du musée, composées de modules suspendus, on identifie les restes du rempart du IVe siècle et la tour de Vésone. La maison Taillefer, peut-être occupée par l’archéologue le plus connu de Périgueux, est protégée par la toiture débordante du musée.

Pour le promeneur qui arrive dans le jardin de Vésone, le musée est à peine visible entre les arbres. Les parois vitrées permettant une visibilité du site de l’extérieur, le bâtiment ressemble à une fenêtre ouverte sur le passé.
Le musée Vesunna, inauguré par le maire Xavier Darcos, ouvre ses portes au public le 12 juillet 2003.
Du 12 au 14 juillet 2013, le musée Vesunna fête ses dix ans : des manifestations gratuites comme un concert, un pique-nique géant dans le parc de Vésone, une projection cinématographique et une reconstitution d'un camp romain animent ce week-end.
En 2013, à la suite de nombreux aménagements, le musée est labellisé « Tourisme et handicap » pour une période de cinq ans.
En 2020, le musée est labellisé « Architecture contemporaine remarquable ».

## Les collections du musée
L’exposition permanente regroupe les découvertes faites sur le territoire des Pétrocores (peuple gaulois vivant sur un territoire équivalent à celui de la Dordogne actuelle). L’ensemble des blocs de calcaire issus du rempart du IVe siècle sont accrochés le long du « mur épais ». La collection se divise en deux parties : sur les mezzanines les traces de la vie publique dans la cité des Pétrocores et les objets du quotidien sur la domus.
- Après la maquette de Vesunna qui met en perspective le site dans son environnement urbain, le visiteur peut observer les décors et inscriptions des bâtiments publics de la ville : la mosaïque du forum, les maquettes du temple et de l’amphithéâtre, l’aqueduc, les restes de colonnes… Sur la seconde mezzanine, on trouve ce qui concerne le monde funéraire, notamment des stèles extraites du rempart du IVe siècle. Ensuite on passe devant la statuaire religieuse puis le thème du commerce, avant de descendre sur la domus.
- Une maquette au 1/50e restitue la domus de Vésone à la fin du IIe siècle av. J.-C. La visite se fait au gré de chacun, la collection étant présentée par thèmes : l’eau avec la présentation d’une pompe en bois retrouvée dans l’un des puits, la religion, le chauffage, la nourriture, les jeux, les soins du corps… La visite se fait autour du jardin central, où l’on peut voir une magnifique fresque représentant une riche faune marine sur un fond rouge bordeaux, datée du milieu du IIe siècle ap. J.-C.

Au premier étage, une salle est prévue pour les expositions temporaires. Jusqu’au 4 novembre 2012, elle est consacrée à Jean-Claude Golvin. On y découvre les restitutions de villes antiques issues du travail de l’architecte-archéologue.

## Galerie

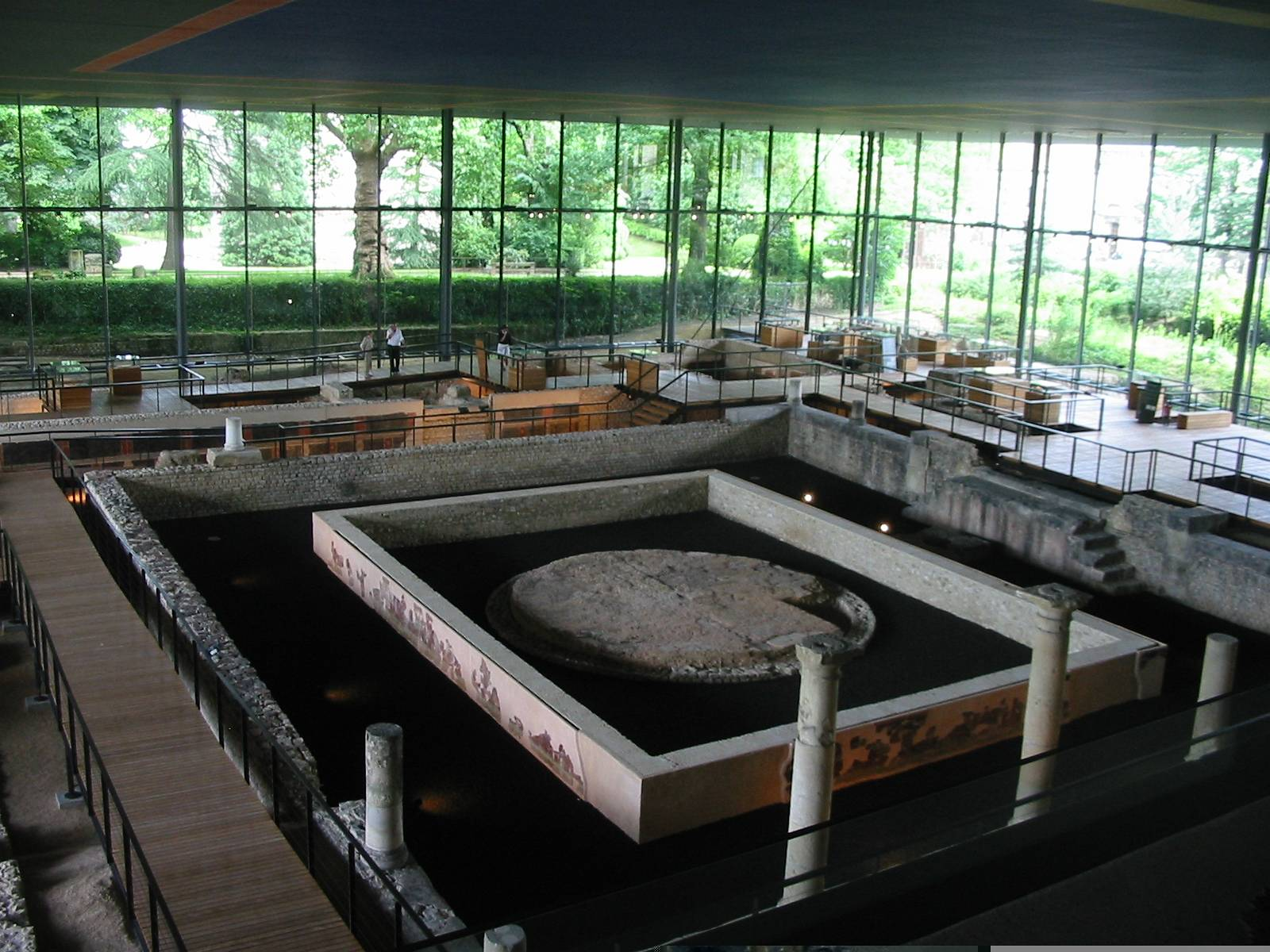
Vue de l'intérieur du musée et de la domus.
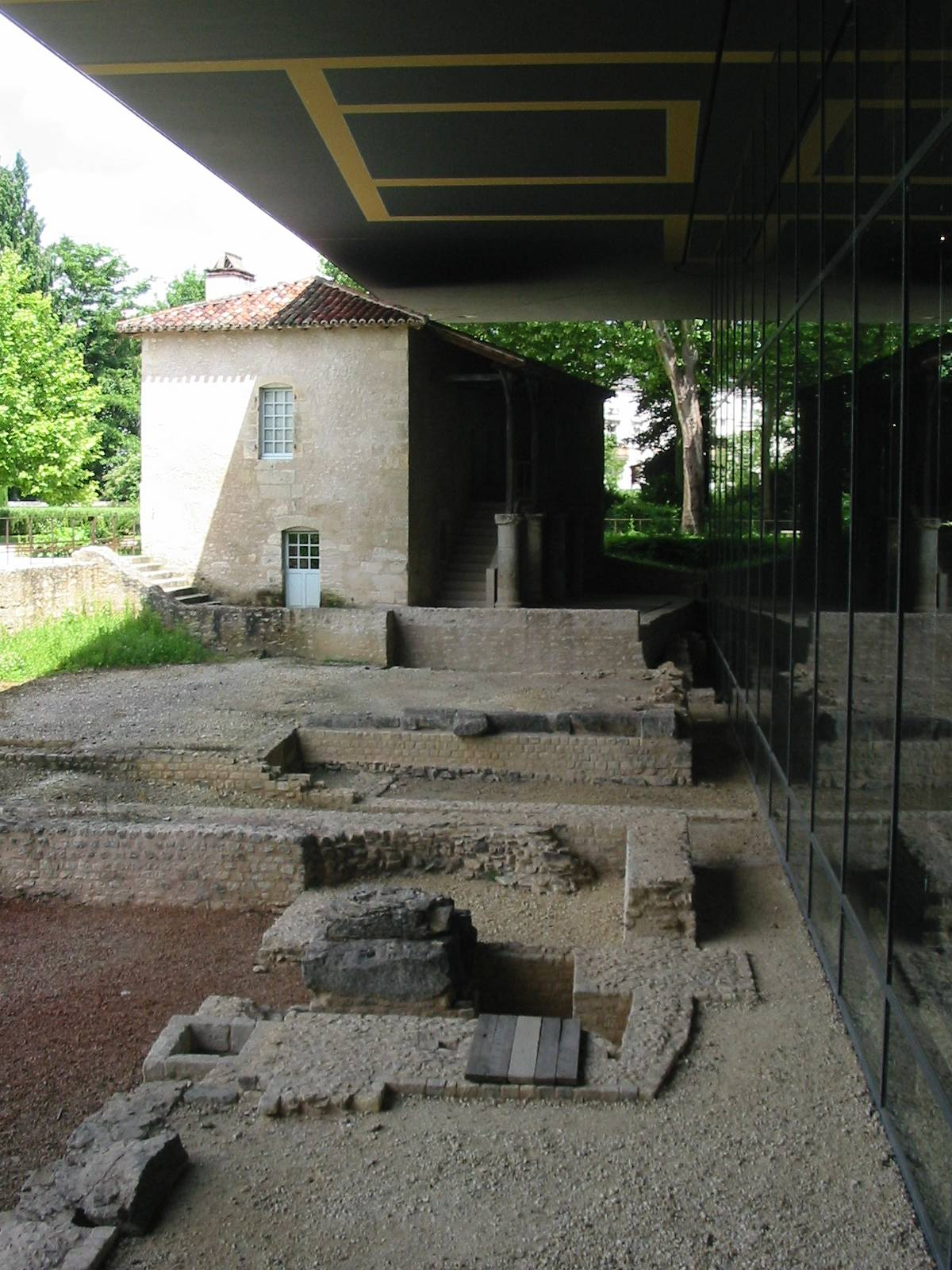
Vestiges à l'extérieur du musée.
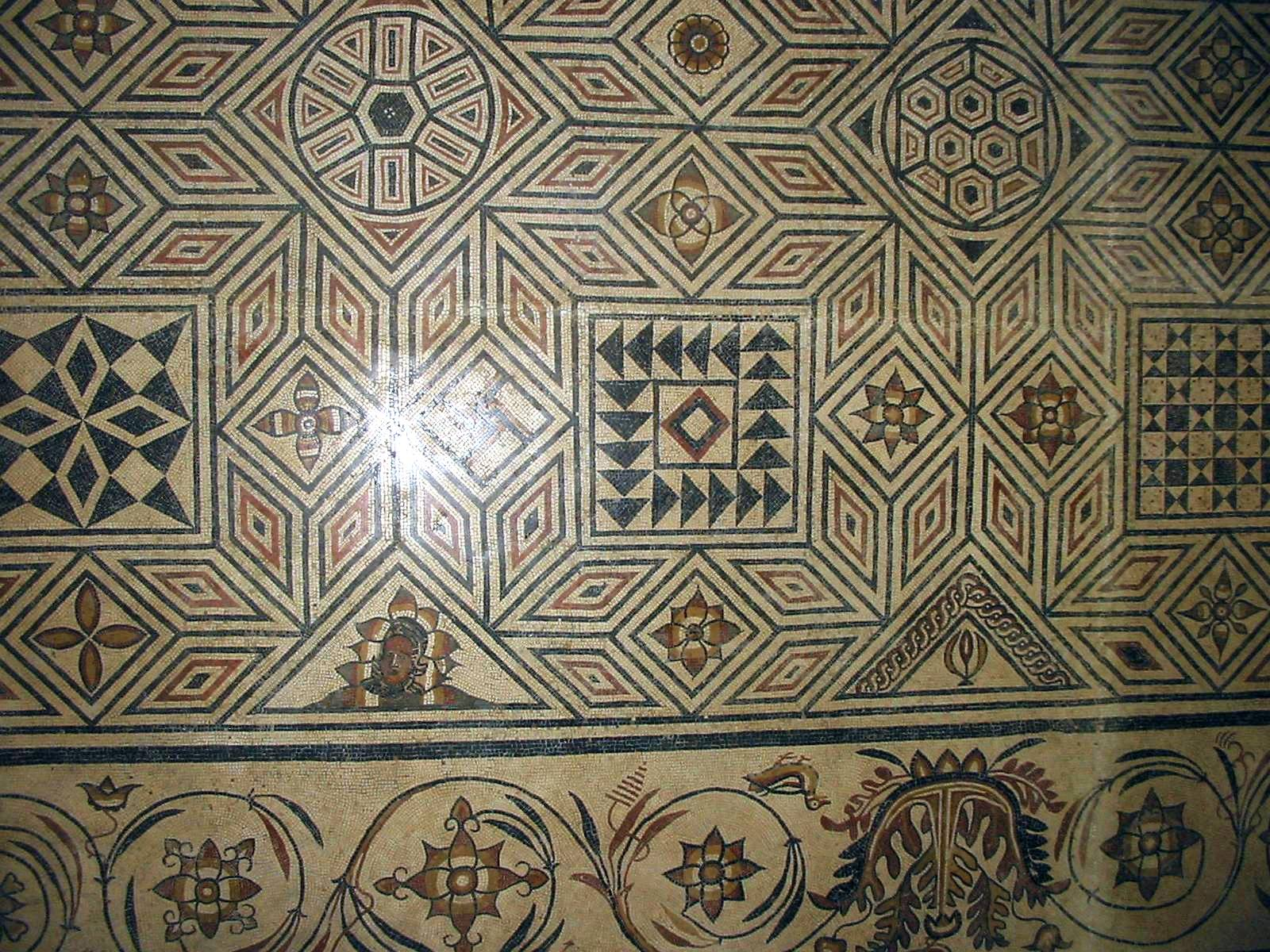
Mosaïque gallo-romaine.
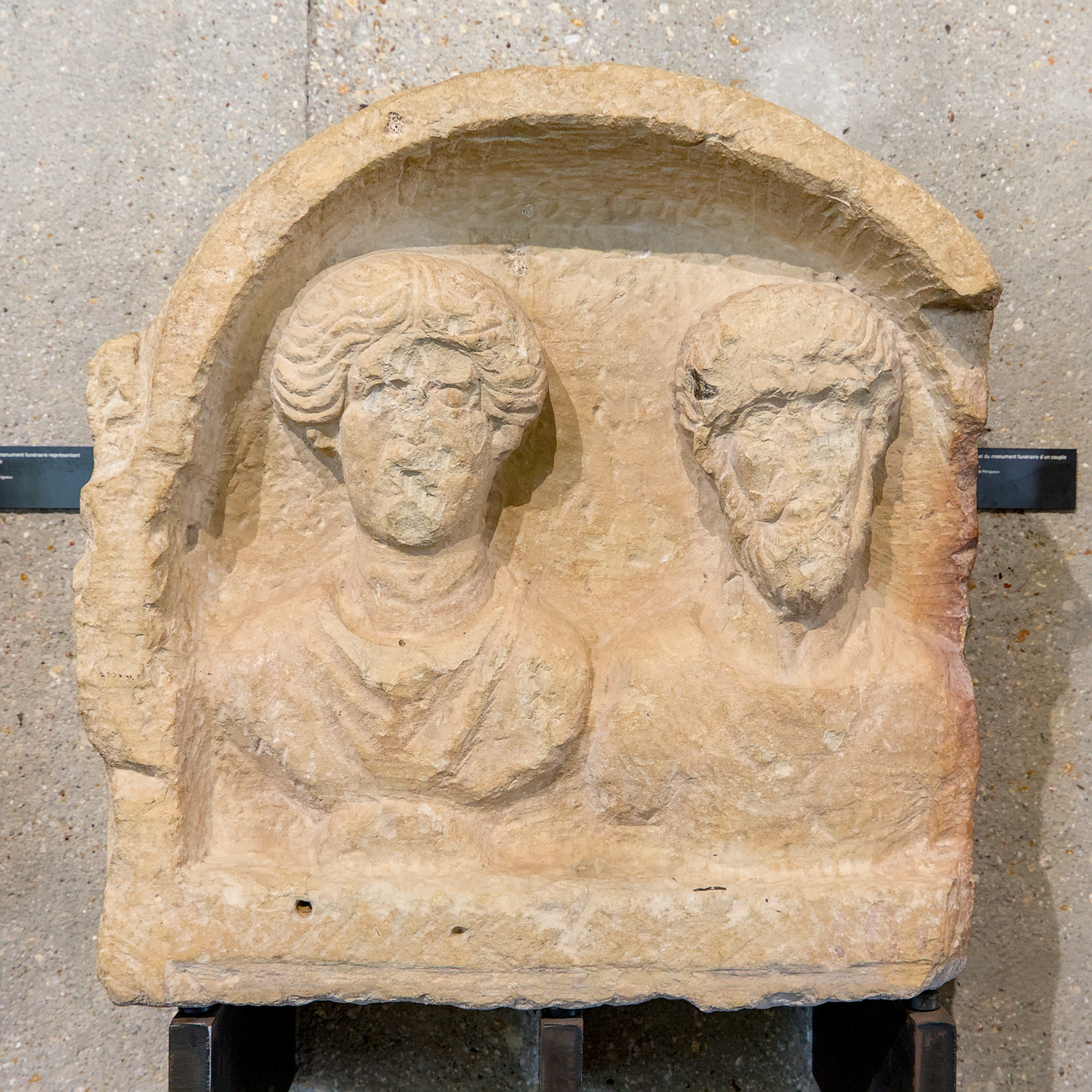
Sommet du monument funéraire d'un couple .
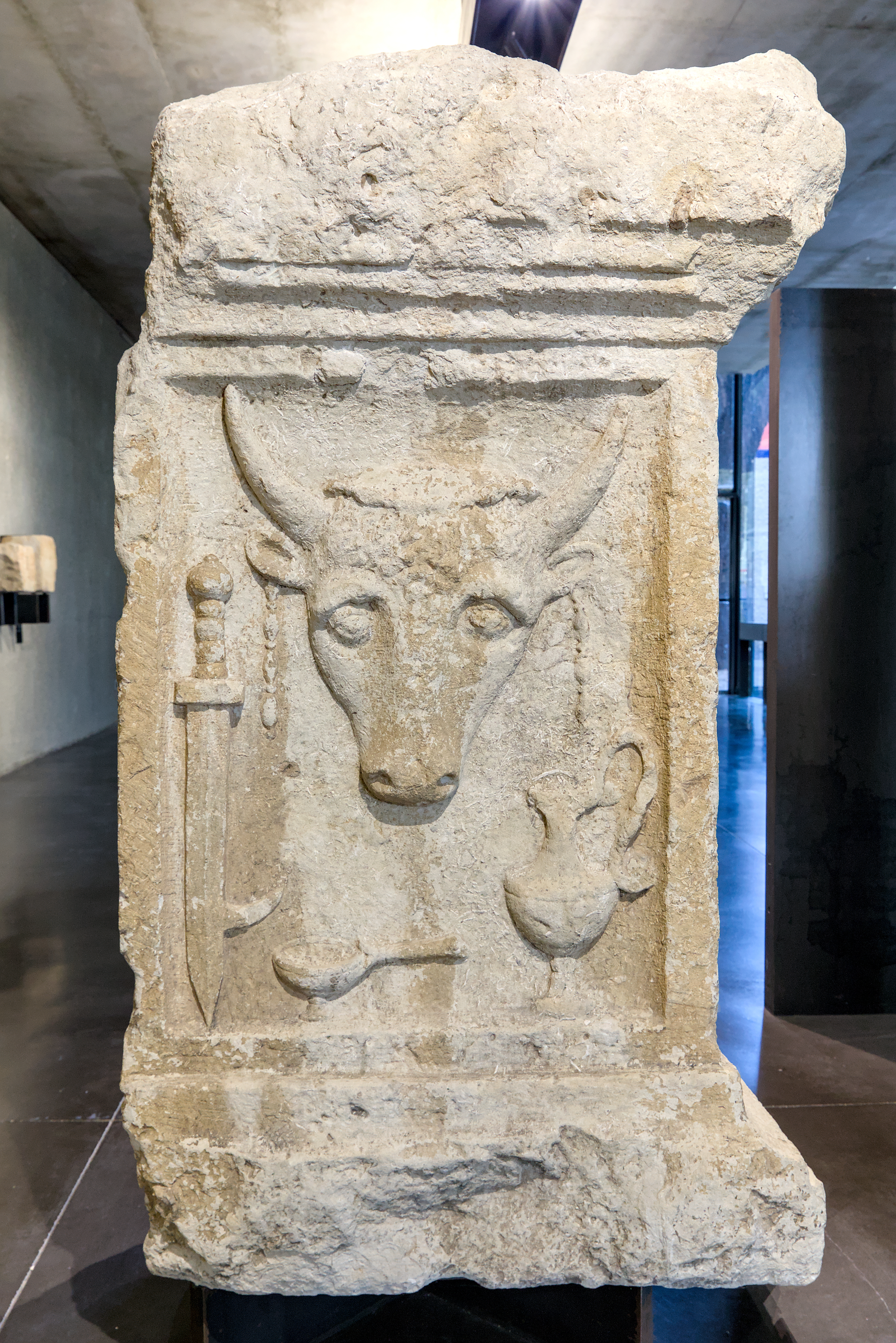
Autel taurobolique dédié à Cybèle, 2e siècle
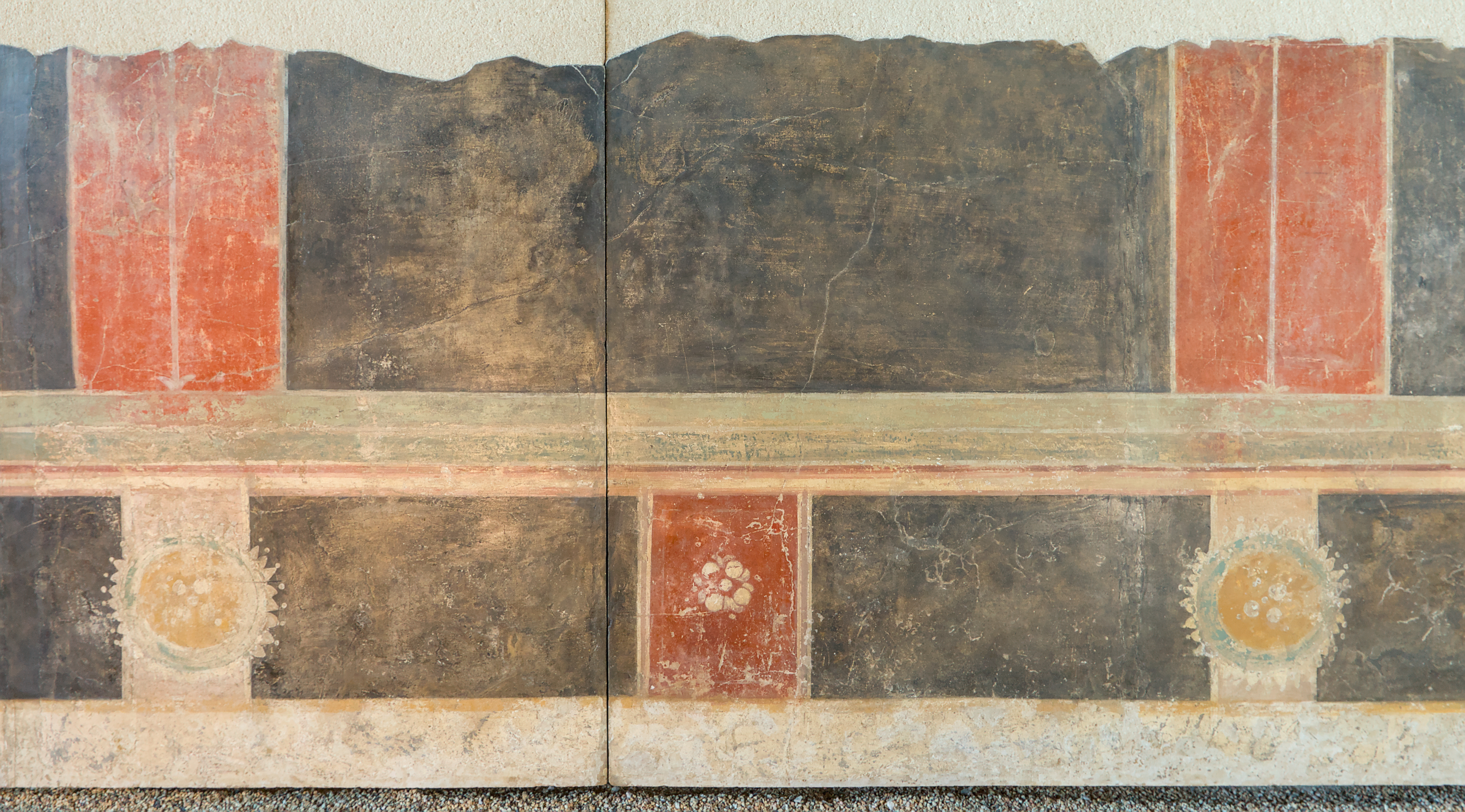
Restes de peintures murales de la domus
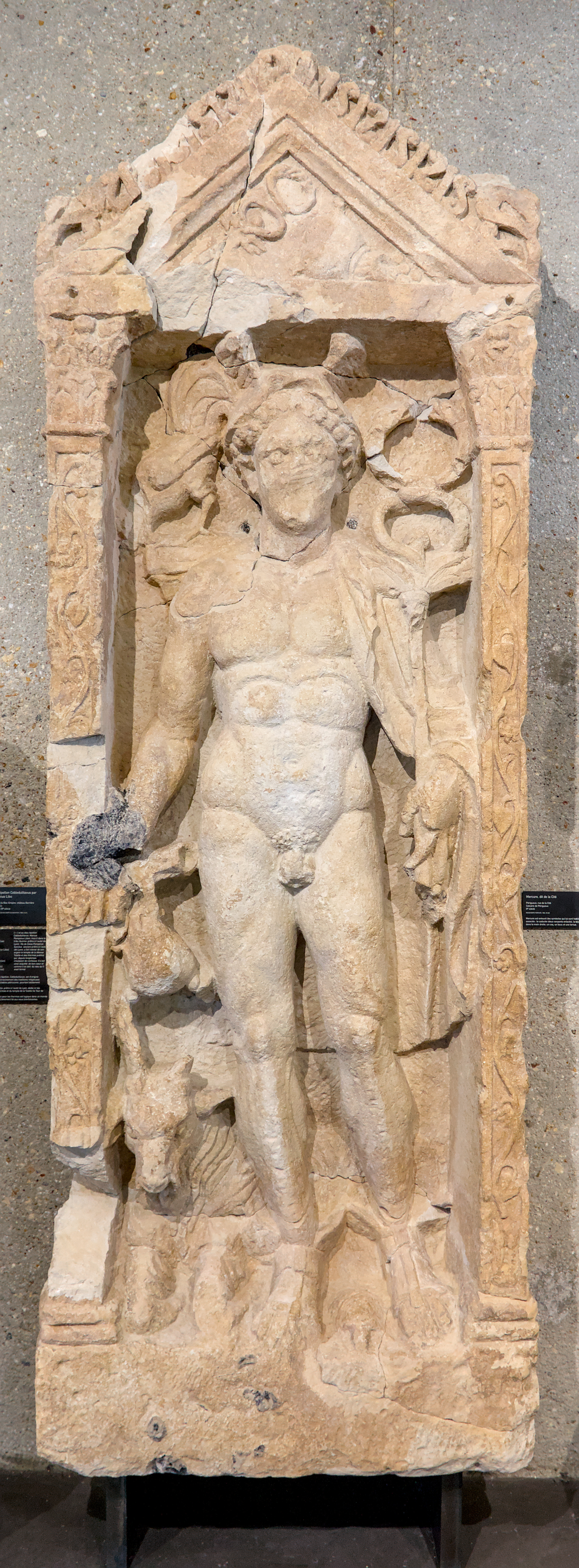
Sculpture de Mercure, 2e siècle

## Tourisme
| Année | Entrées gratuites | Entrées payantes | Total  |
| ----- | ----------------- | ---------------- | ------ |
| 2009  | 12 593            | 14 510           | 27 103 |
| 2010  | 10 770            | 18 005           | 28 775 |
| 2011  | 11 695            | 18 665           | 30 360 |
| 2012  | 11 193            | 17 847           | 29 040 |
| 2013  | 16 622            | 18 686           | 35 308 |
| 2014  | 13 360            | 17 275           | 30 635 |
| 2015  | 15 964            | 20 967           | 36 931 |
| 2016  | 13 676            | 20 718           | 34 394 |
| 2017  | 14 487            | 22 576           | 37 063 |
| 2018  | 11 458            | 22 195           | 33 653 |

En 2022, le musée a attiré 36 000 visiteurs.

## Pour approfondir